# Ideopsis chloris
Ideopsis chloris är en fjärilsart som beskrevs av Felder 1860. Ideopsis chloris ingår i släktet Ideopsis och familjen praktfjärilar. Inga underarter finns listade i Catalogue of Life.